# Friedrich Uhl
Friedrich Uhl, född den 14 maj 1825 i Teschen, död den 20 januari 1906 i Mondsee, var en österrikisk skriftställare. Han var far till Frida Uhl.
Uhl blev 1872 regeringsråd och huvudredaktör för den officiella Wiener Zeitung. Han författade noveller och romaner, där han skildrade Ungern med åskådlighet och kraft (An der Theiss, 1851, med flera). Hans memoarer Aus meinem Leben utkom 1907.